# 沃良卡
49°24′40″N 23°10′20″E / 49.41111°N 23.17222°E
沃良卡（烏克蘭語：Волянка），是烏克蘭西部的村莊，隸屬利維夫州的桑比爾區。該村面積0.43平方公里，海拔高度346米，2021年人口7，人口密度每平方公里23.26人。